# Postenpflicht

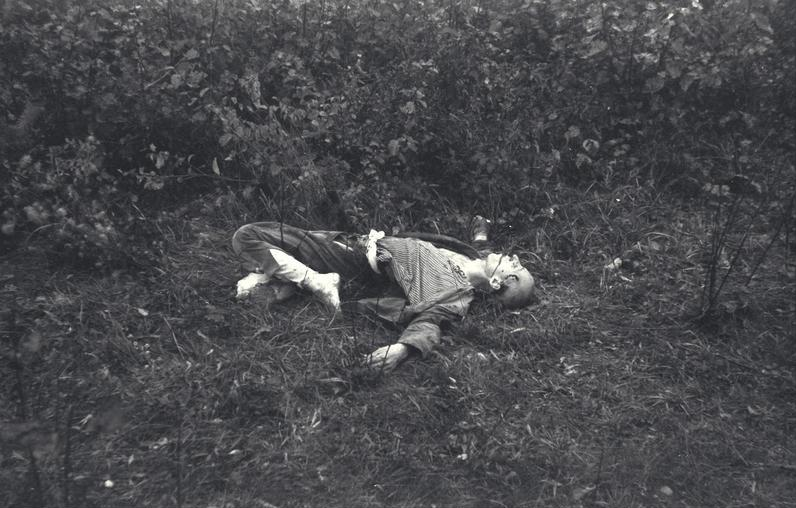
Erschossener Häftling des KZ Mauthausen

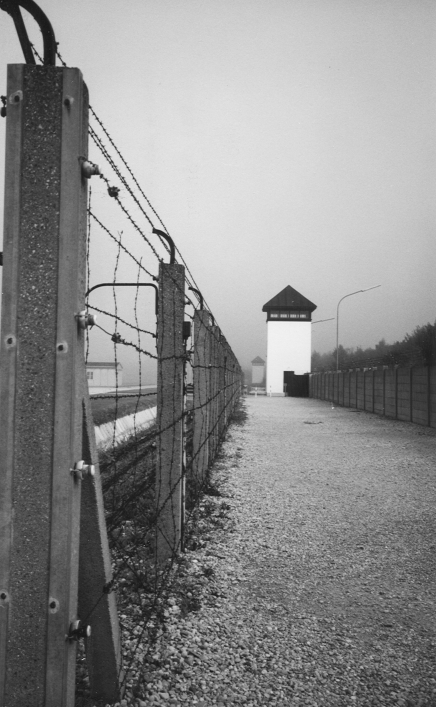
Lagerzaun und Wachturm der Wachposten im KZ Dachau

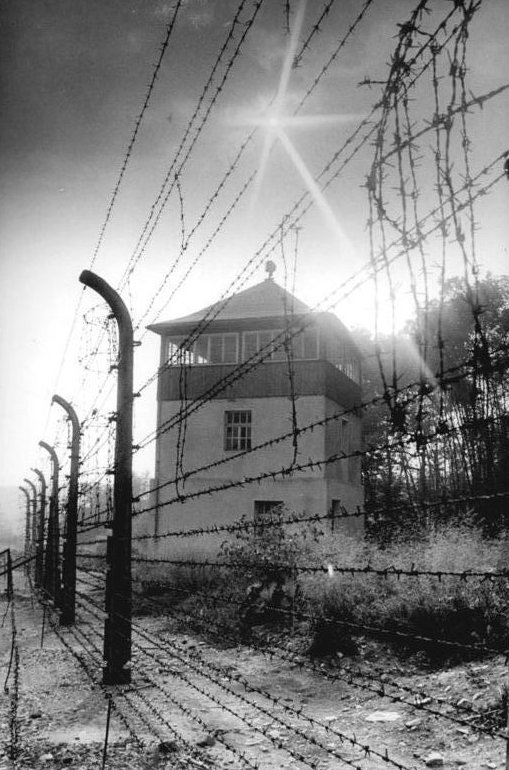
Wachturm, Gedenkstätte Buchenwald

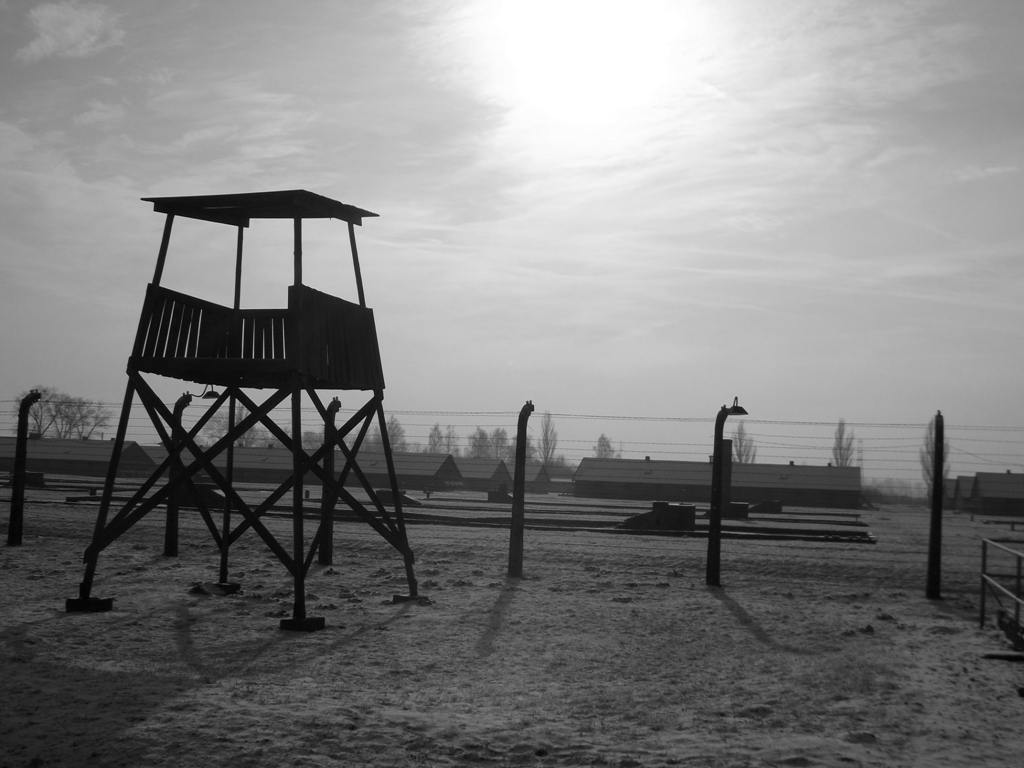
Wachturm, Auschwitz-Birkenau

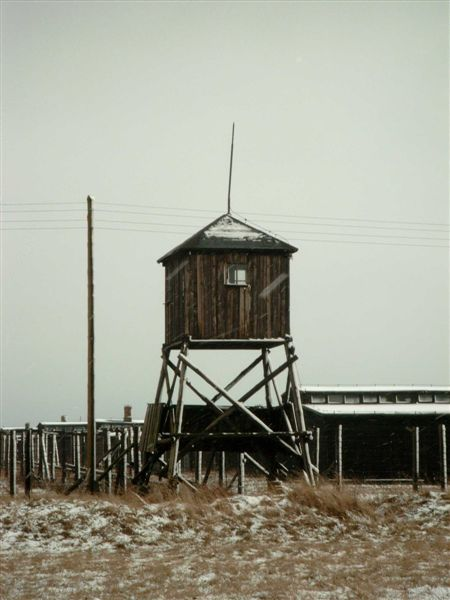
Wachturm des Vernichtungslagers Majdanek

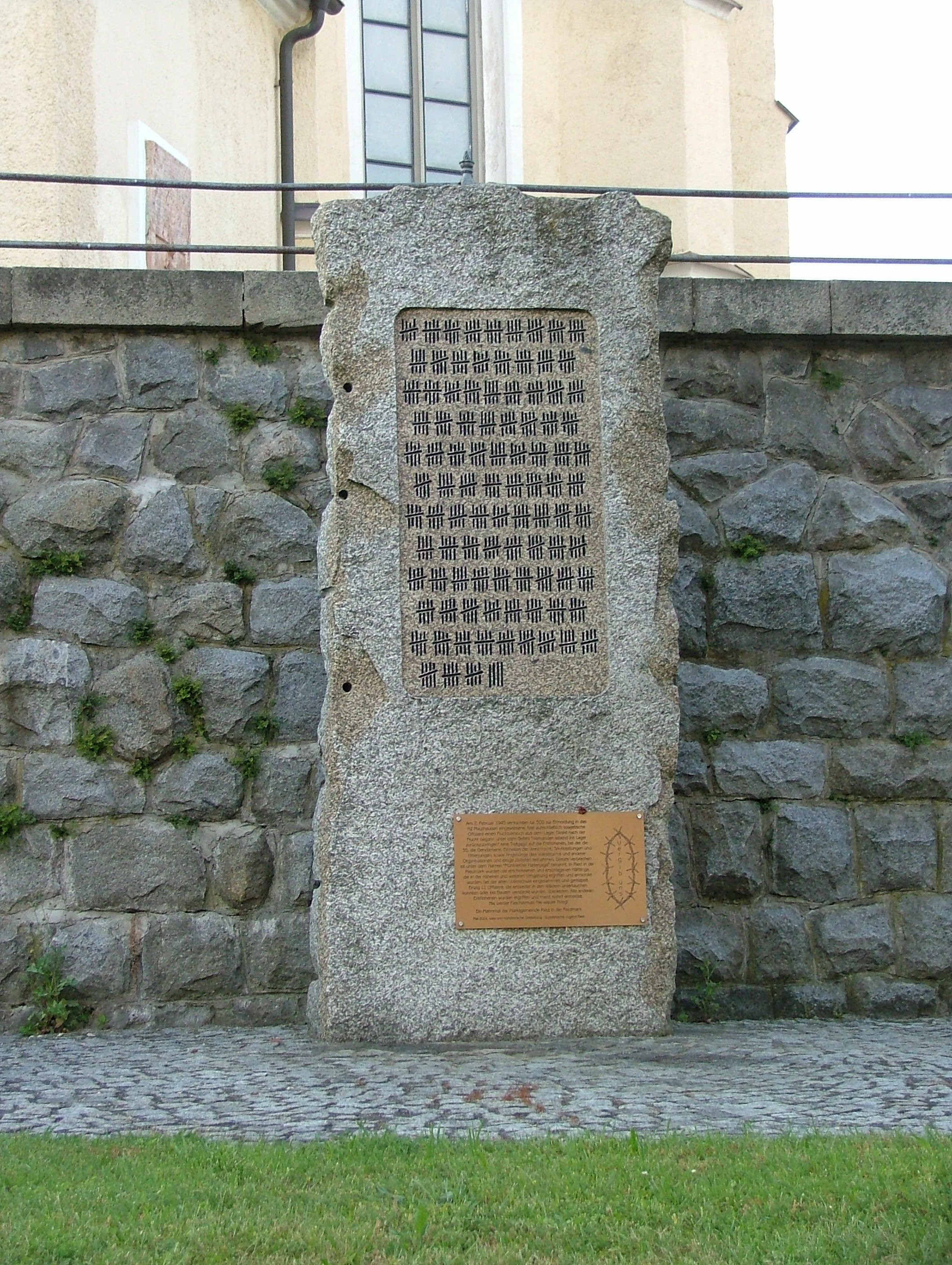
Gedenkstein für die „Mühlviertler Hasenjagd“

Die Postenpflicht war die Dienstanweisung an KZ-Wachen zum Gebrauch ihrer Dienstwaffe. Die SS-Männer hatten den Befehl erhalten, bei Fluchtversuchen oder bei Bedrohung durch Häftlinge ohne warnenden Aufruf sofort „scharf“ zu schießen. Warnende Schreckschüsse waren ebenfalls verboten.
In späteren NS-Prozessen beriefen sich SS-Männer auf einen angeblichen Befehlsnotstand. Dem Vorwurf der willkürlichen, massenhaften Ermordung von Häftlingen hielten Angeklagte entgegen, man habe nicht gemordet, sondern in Notwehr gehandelt, oder Häftlinge „auf der Flucht erschossen“, wie es die Dienstanweisung vorgeschrieben hatte.

## Entstehung der „Postenpflicht“

### Erste Morde im KZ Dachau
Am 12. April 1933 wurden die jüdischen Häftlinge Rudolf Benario, Ernst Goldmann und Arthur Kahn nach schweren Misshandlungen im KZ Dachau, das am 22. März 1933 noch im Zuge der Machtübernahme als erstes der nationalsozialistischen Konzentrationslager eingerichtet worden war, erschossen.
Obwohl Hitler und die NSDAP bereits an der Macht waren, war deren Wirkungsbereich noch längst nicht gefestigt: Die Münchener Staatsanwaltschaft erhob am 1. Juni 1933 gegen Hilmar Wäckerle, Lagerkommandant des KZ Dachau, Anklage wegen Mordbegünstigung.

### Neue Dienstvorschrift
Himmler setzte Wäckerle daraufhin ab, die Morde waren kaum zu vertuschen. Himmler musste die Verhängung von Todesstrafen im KZ Dachau als legal präsentieren. Er wollte seine SS-Männer nicht einer Verurteilung durch die Staatsanwaltschaft aussetzen. Er beauftragte Theodor Eicke, eine spezielle Lagerordnung und passende Dienstvorschriften zu entwickeln.
Eicke verfasste daher die Postenpflicht mit der Anweisung, auf fliehende Häftlinge sofort und ohne Vorwarnung gezielt zu schießen: „Versucht ein Gefangener zu entfliehen, dann ist ohne Aufruf auf ihn zu schießen. Der Posten, der in Ausübung seiner Pflicht einen fliehenden Gefangenen erschossen hat, geht straffrei aus.“ Als Sanktionen für das KZ-Personal legte er fristlose Kündigung bzw. Gefangennahme fest: „Wird ein Posten von einem Gefangenen tätlich angegriffen, dann ist der Angriff nicht mit körperlicher Gewalt, sondern unter Anwendung der Schusswaffe zu brechen. Ein Posten, der diese Vorschrift nicht beachtet, hat seine fristlose Entlassung zu gewärtigen.“
Eicke datierte seine Dienstvorschrift für die Begleitpersonen und Gefangenenbewachung auf den 1. Oktober 1933. Am selben Tag verfasste er den berüchtigten Strafkatalog. Der Strafkatalog stellte minimale Vergehen unter Strafe. Die Postenpflicht erlaubte Hinrichtungen.
Ab dem Jahr 1937 wurden weitere KZ der SS errichtet. Die Dienstvorschriften aus dem KZ Dachau wurden übernommen. Reichsjustizminister Franz Gürtner stand mit Himmler in Kontakt, um die Postenpflicht etwas zu entschärfen, was zu unwesentlichen Resultaten führte.

## Täter
Die Postenpflicht galt beispielsweise für die SS-Totenkopfverbände. Gegen Kriegsende kamen auch Männer ohne SS-Zugehörigkeit als KZ-Wachen zum Einsatz. Auch Frauen waren in den KZ tätig. Für KZ-Aufseherinnen galt ebenso die Anweisung und die Erlaubnis, ohne Vorwarnung von ihrer Schusswaffe Gebrauch zu machen.

## Todesstreifen
Jeder Häftlingsbereich eines KZ war durch elektrisch geladene Zäune begrenzt, meist durch Mauern. Vor der Mauer befand sich oft ein Graben. Hier befand sich die neutrale Zone, von Häftlingen später auch Todesstreifen genannt, die nicht betreten werden durfte. SS-Männer bewachten diese Zone von Wachtürmen aus.

## Postenketten
Häftlings-Arbeitseinsätze außerhalb eines Lagers nannte die SS Außenkommandos. Die SS-Wachposten bildeten bei Außenkommandos so genannte Postenketten, um die Arbeitsstelle zu umzingeln und zu bewachen. Die gedachte Linie zwischen den einzelnen Posten durfte von den Häftlingen nicht überschritten werden. Geschah dies, wurde es als Fluchtversuch gewertet. Es wurde ohne Warnung sofort scharf geschossen.

## „Fahrlässige Gefangenenbefreiung“ und Sanktionen
Theoretisch konnte nach einer erfolgreichen Häftlingsflucht ein SS-Mann wegen fahrlässiger Gefangenenbefreiung angeklagt werden. Gegen Lagerkommandant Karl Koch im Vernichtungslager Majdanek wurde lagerintern ermittelt, da es während seiner Dienstzeit im Juli 1942 zur Flucht von etwa 80 sowjetischen Kriegsgefangenen kam. Das Verfahren wurde eingestellt. Es hatte nur die Konsequenz einer Strafversetzung.

## NS-Prozesse in Nachkriegsjahren
Im Jahr 2015 ging es im Lüneburger Auschwitzprozess um Beihilfe zum Mord in 300.000 rechtlich zusammentreffenden Fällen. Der SS-Mann Oskar Gröning war offiziell lediglich Buchhalter im KZ Auschwitz gewesen. Ihm konnte für Mord keine direkte Tatbeteiligung nachgewiesen werden. Das Lüneburger Landgericht wertete die SS-Drohkulisse in den Lagern, die durch den scharfen Gebrauch der Schusswaffe verstärkt wurde, als Beitrag zum reibungslosen Betrieb der industrialisierten Tötungsfabrik Auschwitz. Gröning hatte von seiner Dienstwaffe berichtet und erzählt, dass er beteiligt war, als die SS einen geflohenen Häftling suchte. Er war nachweisbar in die Tötungsmaschinerie eingebunden.

## Kriegsverbrechen im Rahmen der Postenpflicht
Die Postenpflicht war Bestandteil vieler Endphaseverbrechen, beispielsweise
- Mühlviertler Hasenjagd (Februar 1945)
- Massaker von Celle (April 1945)